# Ad Hoc Orchestra
Das Ad Hoc Orchestra war die Begleitband von Željko Joksimović beim Eurovision Song Contest 2004. Die Musiker der Gruppe sind allesamt aktiv in der serbischen Musikszene und im klassischen oder folkloristischen Bereich tätig. Auch bei anderen Auftritten des Sängers war die Gruppe, in unterschiedlichen Besetzungen, zugegen. 

## Mitglieder
Stammmitglieder waren: Tijana Milošević (Geige), Rastko Aksentijević (Gitarre, Saz) und Miloš Nikolić (Kaval). Bei dem Auftritt beim Eurovision Song Contest waren zusätzlich zwei Trommler zu sehen. Das Gespann erreichte mit dem folkloristischen Titel Lane moje den zweiten Platz.